# Lismore (Australia)
Lismore – miasto w Australii, w stanie Nowa Południowa Walia, nad rzeką Wilsons. Około 27 tys. mieszkańców.
Z Lismore pochodzi Maia Mitchell, australijska piosenkarka i aktorka.
W mieście rozwinął się przemysł cukrowniczy, mleczarski oraz drzewny.

## Miasta partnerskie
- Yamatotakada, Japonia
- Eau Claire, Stany Zjednoczone
- Lismore, Irlandia